# Argia underwoodi
Argia underwoodi е вид водно конче от семейство Coenagrionidae. Видът не е застрашен от изчезване.

## Разпространение
Разпространен е в Коста Рика.